# کوستیلکووو
کوستیلکووو (به بلغاری: Kostilkovo) یک منطقهٔ مسکونی در بلغارستان است که در ایوالوفگراد واقع شده‌است.